# Eddie Constantine
Eddie Constantine (* 29. Oktober 1917 in Los Angeles als Edward Constantinowsky; † 25. Februar 1993 in Wiesbaden) war ein US-amerikanischer Filmschauspieler und Chansonnier.

## Leben
Eddie Constantine wurde als Sohn jüdischer Eltern geboren. Sein Vater Mischa, ein Russe und Nachkomme eines Moskauer Opernsängers, war 1904 in die USA emigriert und arbeitete anschließend als Hersteller von Kostüm-Schmuck bei Metro-Goldwyn-Mayer in Hollywood. Seine Mutter Pola Constantinowsky, geborene Heller, stammte aus Polen.
Edward „Eddie“ Constantinowsky wuchs in Los Angeles und in Providence auf. Von 1933 bis 1936 studierte er Gesang am Konservatorium in Wien, später in New York. Constantine war Chorsänger und Mitbegründer des Vokalquintetts The Five Musketeers.
1947 ging er nach London und trat auch in Pariser Nachtclubs auf. In dieser Zeit erschienen seine ersten Schallplatten. Ab 1950 trat er am Moulin Rouge in Paris auf. Mit der 1953 erschienenen Nummer Schenk deiner Frau doch hin und wieder rote Rosen hatte Constantine 1955 im deutschsprachigen Raum seinen größten Hit.
Seinen ersten Filmauftritt absolvierte Eddie Constantine, wie er nun hieß, 1952 in Egypt by Three. Bereits ein Jahr später landete er mit der Rolle des FBI-Agenten Lemmy Caution in dem Film Im Banne des blonden Satans einen Hit. Durch diesen und die folgenden Filme, die eine eigenwillige Mischung aus Kriminal-, Agenten- und Abenteuerfilm mit Humor darstellten, wurde er Mitte der 1950er-Jahre einem breiten Kinopublikum besonders in Deutschland und Frankreich bekannt. Er spielte Agenten, Abenteurer und Draufgänger und mehrfach die Figur des Lemmy Caution, wobei er in diesen Rollen eher durch Charme als durch Brutalität glänzte. Höhepunkt war häufig eine Schlägerei, zelebriert in der ihm eigenen, eleganten Art: Mehrere Gegner stürmen auf Eddie ein und im letzten Moment tritt er locker einen Schritt zurück und die Gegner prallen mit voller Wucht aufeinander. Seinen ersten großen Erfolg als Chanson-Sänger feierte er 1955 mit L’Homme et l’enfant bei Barclay Records. Von dem Duett mit seiner Tochter wurden 200.000 Exemplare verkauft und er landete auf Platz 1 der französischen Hitparade. Die deutsche Fassung Der Vagabund und das Kind (mit der damals achtjährigen Beatrix Gadzalla, heute Zschech) kam im Dezember 1956 in die deutsche Hitparade.
1965 drehte Jean-Luc Godard den Film Lemmy Caution gegen Alpha 60 mit Constantine in seiner Paraderolle. Der Film gewann den Goldenen Bären auf der Berlinale 1965.
Ab Mitte der 1960er Jahre war er seltener in diesen für ihn bis dahin typischen Rollen zu sehen. Allmählich wandelte er sich zum Charakterdarsteller und wirkte als solcher später in Filmen von Wim Wenders und Rainer Werner Fassbinder sowie Aki und Mika Kaurismäki mit. Peter Lilienthal gab ihm 1969 die erste Charakterrolle als alternder Anarchist Malatesta. 1970 spielte er in Hans W. Geissendörfers Eine Rose für Jane und im gleichen Jahr bei Rainer Werner Fassbinder (mit dem er zwei weitere Filme drehte) in Warnung vor einer heiligen Nutte. 1979 war er in Walter Bockmayers Fernsehfassung der Rockoper Victor zu sehen. 1982 wirkte er in Rosa von Praunheims Film Rote Liebe mit. Unvergessen bleiben auch seine Auftritte in der Kultserie Kottan ermittelt, in der er seine früheren Agentenrollen persiflierte (1982/83). 1986 sah man ihn in der Fernsehserie Roncalli als alten Zirkusclown. Godard holte Eddie Constantines „(un)bewegte Furchenvisage als Landkarte aller Zeiten“ (Die Zeit) für seinen Film Deutschland Neu(n) Null 1991 noch einmal vor die Kamera.
1975 trat Constantine mit der Veröffentlichung seines Romans Der Favorit auch als Schriftsteller in Erscheinung. Mit dem Videokünstler Lutz Mommartz arbeitete er in den Jahren 1979 und 1980; sie drehten den Film "Tango durch Deutschland" (1980).
Seinen Lebensabend verbrachte er in einer Jugendstil-Villa am Wiesbadener Kurpark. Eddie Constantine starb 1993 in Wiesbaden nach einem Herzinfarkt. Eddie war dreimal verheiratet und hinterlässt mit Tanya (* 1943), Barbara (* 1955, die 1971 eine Rolle im Film Haytabo spielte), Lemmy (* 1957) und Mia (* 1981) vier Kinder.

## Comics
Durch den spanischen Comicverlag Semic wurde Eddie Constantine ab Januar 1964 in der nach ihm benannten Serie für 14 Ausgaben zum gezeichneten Helden.
In der italienischen Comicreihe Sadik, die zwischen März 1965 und Dezember 1967 veröffentlicht wurde, war Constantine Vorbild für FBI-Agent Eddie Castle, den ständigen Gegenspieler des titelgebenden Superschurken.

## Hommage
Am Theater Regensburg hatte im März 2016 das Bühnenstück Dear Eddie seine Uraufführung, eine Hommage an Eddie Constantine, die ihn als Multitalent wie Sänger, Schauspieler, Schriftsteller und Erfinder der Agententype darstellt. Seine Tochter Mia Constantine führt mit Ralf Schurbohm Regie.

## Filmografie (Auswahl)
- 1952: Egypt by Three
- 1953: Im Banne des blonden Satans (La Môme vert-de-gris)
- 1953: Dieser Mann ist gefährlich (Cet homme est dangereux)
- 1954: Serenade für zwei Pistolen (Les Femmes s’en balancent)
- 1954: In den Klauen der Vergangenheit (Avanzi di galera)
- 1954: Heiße Lippen – kalter Stahl (Votre dévoué Blake)
- 1955: Harte Fäuste – heißes Blut (Ça va barder)
- 1955: Küsse, Kugeln und Kanaillen (Je suis un sentimental)
- 1955: Rote Lippen – blaue Bohnen (Vous pigez)
- 1956: Gaunerkavaliere (Les Truands)
- 1956: Paradies der Liebe (Folies Bergères)
- 1956: Gangster, Rauschgift und Blondinen (L’Homme et l’enfant)
- 1956: Bonsoir Paris (Süß ist die Liebe in Paris) (Bonsoir Paris, bonsoir, l’amour)
- 1957: Liebe, Lumpen, Leidenschaften (Le Grand bluff)
- 1957: Morphium, Mord und kesse Motten (Ces Dames préfèrent le mambo)
- 1958: Heiße Küsse – scharfe Schüsse (Incognito)
- 1958: Hoppla, jetzt kommt Eddie
- 1958: Eddie, Tod und Teufel (Passport to Shame)
- 1959: Rififi bei den Frauen (Du Rififi chez les femmes)
- 1959: Rhapsodie in Blei (The Treasure of San Teresa)
- 1959: Dicke Luft und heiße Liebe (SOS Pacific)
- 1960: Bomben auf Monte Carlo
- 1960: Eddie geht aufs Ganze (Comment qu’elle est)
- 1960: Junge, mach dein Testament (Chien de pique)
- 1960: Wer zuerst schießt, hat mehr vom Leben (Ça va être ta fête)
- 1961: Wie leicht kann das ins Auge gehen (Me faire ça à moi!)
- 1961: Auf Ihr Wohl, Herr Interpol (Mani in alto)
- 1961: Nicht schießen, Liebling, küssen! (Cause toujours mon lapin)
- 1961: Eddie und die scharfen Kurven (Une Grosse tête)
- 1961: Die sieben Todsünden (Les Sept pêches capitaux)
- 1962: Das ist nichts für kleine Mädchen (Lemmy pour les dames)
- 1962: Viel Glück, Eddie (Bonne chance, Charlie!)
- 1962: Gib Zunder, Eddie! (L’Empire de la nuit)
- 1963: Eddie krault nur kesse Katzen (Les Femmes d’abord)
- 1963: Zum Nachtisch blaue Bohnen (À toi de faire, mignonne!)
- 1963: Eddie – Miezen und Moneten (Tela de araña)
- 1963: Eddie wieder colt-richtig (Des Frissons partout)
- 1964: Eddie – wenn das deine Mutti wüßte! (Laissez tirer les tireurs)
- 1964: Nick Carter schlägt alles zusammen (Nick Carter va tout casser)
- 1964: Lucky Jo
- 1964: Eddie, Blüten und Blondinen (Ces Dames s’en mêlent)
- 1965: Ab heute wieder Niederschläge (Faîtes vos jeux, mesdames)
- 1965: Lemmy Caution gegen Alpha 60 (Alphaville)
- 1965: Grüße an die Mafia (Je vous salue, Mafia!)
- 1965: Nick Carter – Zum Frühstück Blondinen (Nick Carter et le trèfle rouge)
- 1966: Karten auf den Tisch (Cartes sur table)
- 1967: Residencia para espías
- 1969: Lion’s Love (Lions Love)
- 1970: Malatesta
- 1970: Eine Rose für Jane (Fernsehfilm)
- 1971: Warnung vor einer heiligen Nutte
- 1971: Supergirl – Das Mädchen von den Sternen
- 1971: Falscher Verdacht (Haytabo)
- 1973: Welt am Draht
- 1975: Der zweite Frühling
- 1977: …die keine Gnade kennen (Raid on Entebbe)
- 1978: Die Wiege des Satans (It Lives Again)
- 1978: Victor (Fernsehfilm)
- 1978: Zwei himmlische Töchter (Fernsehserie) Folge 3: Ein Cowboy nach Spanien
- 1979: Die dritte Generation
- 1979: Der Idiot im Hintergrund (Fernsehfilm)
- 1980: Rififi am Karfreitag (The Long Good Friday)
- 1980: Car-napping – bestellt – geklaut – geliefert
- 1980: Exit … Nur keine Panik
- 1980: Panische Zeiten
- 1981: Tango durch Deutschland
- 1981: Freak Orlando
- 1982: Rote Liebe
- 1982: Kottan ermittelt (Fernsehserie) 2 Folgen
- 1983: Der Schnüffler
- 1983: Das Mikado Projekt – In geheimer Passion
- 1984: Tiger – Frühling in Wien
- 1984: Die Baronin (La Baronesse)
- 1986: Roncalli (Fernsehserie)
- 1987: Frankensteins Tante (Fernsehserie)
- 1987: Helsinki–Napoli – All Night Long (Helsinki Napoli All Night Long)
- 1989: Europa, abends
- 1991: Europa
- 1991: Deutschland Neu(n) Null (Allemagne 90 neuf zéro)

## Diskographie
- 1951: Petite si jolie / Si, si, si (mit Edith Piaf)
- 1953: Et bailler et dormir / Ce diable noir
- 1953: Schenk deiner Frau (Doch hin und wieder Rosen) / Der alte Schwede (Der küsst jede)
- 1954: Der Weg zu deinem Herzen / Bei einer kleinen Tasse Tee (Pretend)
- 1954: L’Enfant de la balle / Ca  me démange / Les Trottoirs / Je t’aime comme ça
- 1954: Et bailler, et dormir / La Fille des bois / Le Soudard / Le Gaucho
- 1954: Ma belle mademoiselle / Du bleibst bei mir
- 1954: Ça Bardait / Bientôt le soleil
- 1954: Ah ! Les Femmes / Les Amoureux du havre
- 1955: Oh, Die Frau’n / Jeder macht mal eine Pause
- 1955: Gina / Warum muss ich dich lieben
- 1955: L’homme et l'enfant (mit Tania Constantine) / Gina
- 1955: Merci, Monsieur Schubert / C’est inouï la veine que j’aie
- 1955: Mon ami réveille toi / Old Man River
- 1955: Je suis un sentimental / Laisse-moi rêver... de oi
- 1956: Je prends les choses du bon coté (mit Juliette Gréco)/ Rock, Rock / Ce n’est pas toujours drôle le cinema
- 1956: Der Vagabund und das Kind (mit Beatrix Gadzalla)[4] / Ja so ein Seemann hat’s doch wunderbar (Matrosen-Rock)
- 1956: Sie ist so wunderschön / Ich wünsch’ dir einen schlaflosen Abend
- 1956: Dis-moi quelque chose de gentil / Et tout ça / La Valse / Vous mon cœur
- 1956: Hop didui-di / Venise / Quand les hommes vivrons d’amour / Le Rock du marin
- 1957: Ronde, ronde, ronde (Round and Round) / Pour garder le tempo / Mon amour / Le tendre piege
- 1957: Cigarettes, whisky et p’tites pépées / Mon bon vieux phono / Laisse tomber / Le grand bluff
- 1957: Le Scaphandrier / Ma petite voleuse / Au loin dans la plaine / Tous mes restes passés
- 1957: Il ne verra plus es Antilles / Quand t’auras mangé ta soupe
- 1957: La Ballade des truands / L’aventure
- 1958: Du bist mein liebster Gast / Ich kann nie schlafen
- 1958: Mes pieds / Si ma vie recommençait
- 1958: Paris bohème / Je suis – tu es
- 1958: Ich küsse ihre Hand, Madame / Ja, wenn du eine Pariserin küßt
- 1959: Hallo, schöne Frau! / Hoppla, Eddie!
- 1959: Mein Kompliment, Madame / Lyon
- 1959: S'il y en a pour un / Les mauvais coups / Si, si, si, bien / Jamais, jamais plus
- 1959: Tu joues avec le feu / Attention à la femme / Quand tu viens chez moi, mon cœur / Il n’y a que toi pour faire ça
- 1959: Schau nicht in das Licht / Wenn Liebe auf der Welt regiert
- 1959: Bonjour, Berlin / Sag’ deiner Frau, daß sie die Schönste ist
- 1959: Le Reve est plus loin / Ravissante
- 1959: Donne, donne / Ce bon dieu d’Amour / C’est a peine croyable / L’Ennui
- 1959: Carina / Hunderttausend Liebesbriefe
- 1960: Auf wiederseh’n amore / Ich sing’ amore
- 1960: Das ist die Liebe der Matrosen / Eine Nacht in Monte Carlo
- 1960: L’Amitié c'est ça / Hello Bonjour / J’ai des tics / J’en ai marre (EP mit Raymond Lefèvre)
- 1960: Spécialisation / Aimons-nous (Let’s Make Love) (EP mit Gillian Hills)
- 1963: Beim Flüstertango / Heut dreh’n wir mal ein Ding, Marcel (mit Elga Andersen)
- 1965: Des frissons partout / Rien ne vaut un bon whisky / Plus fort qu’on imagine / Hey Mr Caution
- 1972: Cet homme / Petite fille de vingt ans
- 1974: Quand tu as des sous / Je cherche une femme
- 1974: Fais pas cette tête là ! / Jenny Jenny
- 1974: Mon enfant / Le parapluie
- 1975: Little Lady / It Was a Dream
- 1976: Hitparade
- 1987: The Honeymoon Is Over / The Show Must Go On (mit Barbarella)

## Bibliografie
- 1975: Der Favorit (Le Proprietaire)